# 朝日太一 (声優)
朝日 太一（あさひ たいち、1996年4月27日 - ）は、日本の男性声優。埼玉県出身。アクロスエンタテインメント所属。

## 略歴
J.ボイスタレント・プロフェッショナルスクール出身。

## 人物
特技・趣味はゲーム、カラオケ、プラネタリウム鑑賞、射的、マジック。
黒木陽人とは専門学校の時からのお友達。
現在はYoutubeのチャンネルクロスの
たいちゃんとして活動を行っている。

## 出演
太字はメインキャラクター。

### テレビアニメ
2021年
- ワールドトリガー（香取父[3]）
- 遊☆戯☆王SEVENS

### ゲーム
- 白猫プロジェクト（2019年、オード兵、ライゴウ兵）
- 鬼滅の刃 ヒノカミ血風譚（2021年）

### ナレーション
- One Tap Buy アプリ 「日本株」「積み株」ナレーション

### その他コンテンツ
- チャンネルクロス